# Los lobos de Washington
Los lobos de Washington és una pel·lícula espanyola dirigida el 1999 per Mariano Barroso amb un guió de Juan Cavestany. Ambientada en la perifèria industrial, la pel·lícula indaga en la masculinitat com a font de feblesa i com aquest homes l'arriben a reconèixer, utilitzant el codi de conducta de la manada de llops per explicar els codis masculins.

## Argument
Claudio, Miguel i Alberto són tres vells socis adobats en furgonetes de mudances i excusats de gasolinera. Claudio ha aconseguit pujar en l'escalafó i té una vida acomodada mentre que els altres dos s'han quedat vivint en la misèria. Portats per la necessitat, la desesperació i la solitud, amb la nit com a escenari i la sort en contra, Miguel i Alberto planegen robar Claudio amb la complicitat d'un retardat i l'amant de Claudio. Finalment tots ells s'espellen com a llops ferits.

## Repartiment
- Javier Bardem	... Alberto
- Eduard Fernández... Miguel
- José Sancho...	Claudio
- Ernesto Alterio... Pablo
- Alberto San Juan...	Antonio
- Vicenta N'Dongo...	Elena
- María Pujalte... Sara
- Íñigo Garcés...	Paquito

## Premis
- Premis Ondas 1999 per Javier Bardem i Eduard Fernández.[3]
- XIV Premis Goya: Goya al millor actor revelació (Eduard Fernández) Nominat.[4]
- Premi Sant Jordi de Cinematografia al millor actor (Eduard Fernández).[5]
- Violeta d'Or al Festival de Cinema d'Espanya de Tolosa de Llenguadoc (1999)[6]